# Symfonie nr. 2 (Aho)
Kalevi Aho voltooide zijn Symfonie nr. 2 in 1970. 
Hij was toen een 21-jarige student aan de Sibeliusacademie. In die jaren was een groot deel van de componisten op zoek naar nieuwigheden binnen de klassieke muziek van de 20e eeuw. Aho ging daartegenin met een aloude techniek: de fuga. De gehele symfonie is een langgerekte fuga. Aho schreef er later over dat het de fuga niet maat voor maart schreef, maar fugastem voor fugastem. De symfonie is geschreven als een eendelig werk, maar de componist schreef er een scherp omlijnde verdeling bij:
1. maat 1-98 introductie van de fuga, het klinkt nogal zwaarmoedig
2. maat 97-202 is een intermezzo, die aanmerkelijk lichter maar nog breedvoerig klinkt
3. maat 203-369 is eigenlijk het scherzo met technische passages
4. maart 370-445 is de finale.

De toehoorders van het concert op 17 april 1973 waarbij het werk in première ging, konden het werk wel waarderen. Kari Tikka leidde het Symfonieorkest van de Finse Radio. Aho zelf was er minder enthousiast over en wilde het bewerken. Echter er kwamen zoveel opdrachten voor nieuw werk op hem af, dat het bleef liggen. In 1995 gaf het Filharmonisch Orkest van Tampere aan, dat zij deze Tweede symfonie wilde uitvoeren en Aho moest dus toen tot actie overgaan. Aho schaafde wat bij en paste gehele nieuwe passage in tussen de maten 271 en 311. Tuomas Olila leidde het orkest uit Tampere in een hernieuwde première op 15 september 1995 .
De tempoaanduidingen binnen de tweede versie zijn als volgt: Adagio – poco piu mosso – Presto – poco piu mosso – Poco meno mosso en sluit af met maatslag 108. 
Aho schreef zijn tweede symfonie voor:
- 3 dwarsfluiten, 3 hobo’s, 4 klarinetten, 3 fagotten
- 6 hoorns, 4 trompetten, 3 trombones, 1 tuba
- pauken,  2 man/vrouw percussie
- violen, altviolen, celli, contrabassen

## Discografie
- Uitgave BIS Records: Osmo Vänskä met het Symfonieorkest van Lahti, opname 1999

Nr. 1 · Nr. 2 · Nr. 3 · Nr. 4 · Nr. 5 · Nr. 6 (1979-1980) · Nr. 7 Insectensymfonie · Nr. 8 · Nr. 9 · Nr. 10 · Nr. 11 · Nr. 12 Luostosymfonie · Nr. 13 · Nr. 14 Rituelen · Nr. 15
Alles Vergängliche (Orgelsymfonie)